# Scotisme
Le scotisme désigne la doctrine du théologien et philosophe franciscain Jean Duns Scot apparue au XIIIe siècle, et par extension le courant de pensée qui s'en réclame, les « scotistes ».

## Aspects et critiques

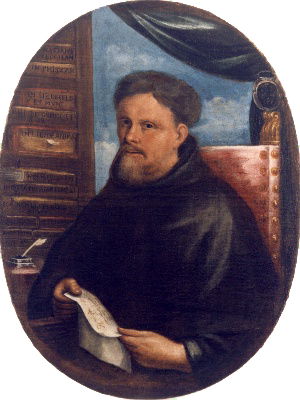
Bartolomeo Mastri, scotiste tardif.

Ce courant se caractérise par « le formalisme métaphysique, l'univocité de l'être, l'intuitionnisme et le volontarisme ». Il s'oppose à la fois au thomisme, doctrine issue de Thomas d'Aquin, et au nominalisme, la doctrine qui nie la réalité des entités abstraites. Le scotisme a été soutenu jusqu'au XVIIe siècle, par Bartolomeo Mastri et Claude Frassen. Le théologien Déodat de Basly (1862-1937) reprend des idées scotistes.
La définition générale de l'univocité de l'être est que tous les êtres sont dits « être » dans un même sens, et sont singuliers de par leur eccéité.
Le scotisme a été critiqué à la Renaissance par Érasme et Rabelais, qui jouent sur le double sens du qualificatif de « subtil », synonyme de « fin, recherché », mais aussi d'« inutilement sophistiqué, obscur », attaché à Duns Scot, pour railler l'excès de subtilité des scotistes.

### Notices d'autorité
- Notices dans des dictionnaires ou encyclopédies généralistes :   - Enciclopedia De Agostini
  - Gran Enciclopèdia Catalana
  - Internetowa encyklopedia PWN